# Spizella
Spizella är ett fågelsläkte i familjen amerikanska sparvar inom ordningen tättingar. Släktet omfattar numera sex arter som förekommer i Nord- och Centralamerika från Alaska till Nicaragua:
- Tjippsparv (S. passerina)
- Lerfärgad sparv (S. pallida)
- Bleksparv (S. breweri)
- Åkersparv (S. pusilla)
- Ensparv (S. wortheni)
- Chaparralsparv (S. atrogularis)

Länge placerades även tundrasparv i Spizella, men DNA-studier visar att den endast är avlägset släkt och placeras nu som ensam art i släktet Spizelloides.